# Leucophenga flaviseta
Leucophenga flaviseta är en tvåvingeart som först beskrevs av Adams 1905.  Leucophenga flaviseta ingår i släktet Leucophenga och familjen daggflugor. Inga underarter finns listade i Catalogue of Life.